# Proud Boys
Proud Boys (dansk: stolte drenge) er betegnet som en højreekstrem/højreradikal neofascistisk/nyfascistisk gruppe. Proud Boys blev grundlagt som mandeklub i 2016 af Gavin McInnes, og navnet er hentet fra en sang i musikalen Aladdin, og startede som en joke, da Gavin arbejdede ved Compound Media.
Gruppen blev kendt i en videre kreds da præsident Trump i den første valgduel med Joe Biden, på et direkte spørgsmål omkring, hvorvidt han ville tage afstand til en højreradikal nyfascistisk gruppe kaldet "Proud Boys", svarede han, at de skulle “stand back and stand by”, hvilket blev tolket som de skulle stå klar til at hjælpe, hvis det blev nødvendigt.

## Rank
- 1.grad, at du erklærer offentligt, at du er en Proud Boys
- 2.grad, du bliver slået af mindst 5 fyre, indtil du har nævnt 5 morgenmadsprodukter.
- 3.grad, at få en tatoo med Proud Boy.[5]